# Abelsche Erweiterung
Im mathematischen Teilgebiet der Algebra ist eine abelsche Erweiterung eine galoissche Körpererweiterung mit abelscher Galoisgruppe. Im Spezialfall einer zyklischen Galoisgruppe liegt eine zyklische Erweiterung vor.
Die Klassenkörpertheorie beschreibt die abelschen Erweiterungen von Zahlkörpern, Funktionenkörpern von algebraischen Kurven über endlichen Körpern und lokalen Körpern.
Erweiterungen, die durch Adjunktion von Einheitswurzeln hervorgehen, sind abelsch, also beispielsweise alle algebraischen Erweiterungen endlicher Körper.  Wenn ein Körper {\displaystyle K} bereits eine primitive {\displaystyle n}-te Einheitswurzel enthält und die Charakteristik {\displaystyle p} von {\displaystyle K} kein Teiler von {\displaystyle n} ist, so ist auch jede Erweiterung durch Adjunktion einer {\displaystyle n}-ten Wurzel eines Elementes von {\displaystyle K} abelsch, genannt Kummer-Erweiterung. Adjungiert man alle {\displaystyle n}-ten Wurzeln eines Elements, so ist die Erweiterung im Allgemeinen nicht mehr abelsch, sondern ein semidirektes Produkt, da die Galoisgruppe auf den Wurzeln und den {\displaystyle n}-ten Einheitswurzeln operiert. Die Kummer-Theorie beschreibt die abelschen Erweiterungen eines Körpers, und der Satz von Kronecker-Weber besagt, dass für {\displaystyle K=\mathbb {Q} } die abelschen Erweiterungen genau die sind, die in den Kreisteilungskörpern enthalten sind.